# Bitwa pod Mursą
Bitwa pod Mursą – starcie zbrojne, które miało miejsce w roku 351 n.e. w czasie wojny między cesarzem Konstancjuszem II a uzurpatorem Magnencjuszem.
Kilka lat po śmierci Konstantyna II, w roku 350 władzę Magnencjusza uznały Hiszpania, Brytania, Italia oraz Afryka. Tym samym uzurpator rozpoczął przygotowania do wojny z bratem zamordowanego Konstantyna II – Konstancjuszem II oraz dowódcą armii naddunajskiej Wetranionem, obranym dnia 1 marca na cesarza. W nowo powstałej sytuacji politycznej Konstancjusz rządził Tracją oraz prowincjami na wschodzie, Magnencjusz zachodnią częścią Imperium a Wetranion Bałkanami. Latem 350 doszło do porozumienia pomiędzy Magnencjuszem a Wetranionem. Krótko potem Magnencjusz zajął Rzym, pokonując kolejnego uzurpatora Flawiusza Nepocjana. We wrześniu 350 Konstancjusz II zakończył wojnę z Persją, dzięki czemu mógł zająć się wreszcie sprawami państwa. Na czele 40 000 ludzi wkroczył do Tracji, gdzie odrzucił pokojowe propozycje swoich przeciwników. Rozpoczęto przygotowania do wojny.
Jesienią na stronę Konstancjusza przeszedł Wetranion, który zerwał sojusz z Magnencjuszem. Armie obu władców wyruszyły na spotkanie. Siły Konstancjusza liczyły maksymalnie 30 000 ludzi, Wetranion prowadził 40 000 żołnierzy. W Bitynii dowództwo nad całością sił objął Konstancjusz, który wiosną 351 rozpoczął przygotowania do kampanii przeciwko Magnencjuszowi.
We wrześniu uzurpator na czele 35 000 ludzi wyruszył pod Mursę (Osijek), gdzie nadciągały już 80 000 tysięczne wojska cesarza, w większości składające się z doborowej ciężkiej jazdy oraz łuczników. Przeciwko nim Magnencjusz mógł wystawić słabo wyszkolone oddziały barbarzyńskie ze wschodu (piechota i lekka kawaleria). Do bitwy doszło dnia 28 września 351. Wojska Konstancjusza ustawiły się tyłem do Dunaju, z kawalerią na skrzydłach oraz łucznikami na tyłach. Po południu nastąpił atak jazdy cesarskiej, która rozbiła lekkozbrojną kawalerię Magnencjusza i wyszła na jej tyły. Większość oddziałów uzurpatora zepchnięta została ku rzece Drawie. Jego okrążone wojska nie były w stanie stawić większego oporu. Trwająca do nocy bitwa zakończyła się całkowitą klęską wojsk Magnencjusza. Jemu samemu udało się uciec poza Alpy, jednak straty po obu stronach były olbrzymie. Konstancjusz miał stracić 30 000 ludzi, po stronie Magnencjusza padło 24 000 żołnierzy. Widok tysięcy trupów bardzo wzruszył cesarza, który płakał nad losem żołnierzy. Nakazał wnet pochówek poległych oraz opiekę nad rannymi. Bitwa wstrzymała działania wojenne na kilka miesięcy.